# Modal shift
Modal shift is de term voor verandering van vervoerwijze, bijvoorbeeld van vervoer over de weg naar vervoer per spoor of per schip.  
De term is afkomstig uit de wereld van vervoerspolitiek en wordt zowel voor personenvervoer als goederenvervoer gebruikt. De Engelse term transport mode betekent "wijze van vervoer", bijvoorbeeld wegvervoer, luchtvracht, pijpleidingtransport. Het woord shift betekent "verschuiving". Modal shift wordt gezien als middel om de nadelen van wegvervoer, zoals filevorming en luchtverontreiniging, tegen te gaan. Aangezien veel alternatieven voor wegvervoer slechts voor een deel van de verplaatsing gebruikt kunnen worden, betekent modal shift vaak ook een verschuiving van unimodaal transport (gebruik van één vervoerwijze) naar multimodaal transport (gebruik van een keten van vervoerwijzen voor een verplaatsing). 
Om deze modal shift te bevorderen, worden verbeteringen aan de infrastructuur gepleegd, bijvoorbeeld de aanleg van de Betuweroute, de Hogesnelheidslijn of de Noord-Zuidlijn van de Amsterdamse metro. 
Het Nederlandse Ministerie van Verkeer en Waterstaat heeft in samenwerking met de brancheorganisaties EVO, KNV en TLN het project Transactie Modal Shift (TSM) ingesteld dat streeft naar kilometerreductie en brandstofbesparing, onder andere door het bevorderen van de modal shift. Het TSM project is vanaf mei 1999 een samenvoeging van de projecten Transactie (1995) en Modal Shift (1997). 
De modal shift raakt niet direct aan de economische omgeving omdat het louter gaat over de manier waarop de verplaatsing gebeurt. Er worden dus niet minder verplaatsingen gemaakt, maar ze gebeuren wel op een minder belastende wijze. Wel kunnen vervoerkosten door een andere afstand, een extra overslag- of overstappunt wijzigen, omdat die de reistijd kunnen beïnvloeden. In Vlaanderen staat het STOP-principe hierbij centraal.